# Gus Edwards
Gus Edwards (18 de agosto de 1879 - 7 de noviembre de 1945) fue un compositor de canciones y artista de vodevil estadounidense de origen polaco. Fue también productor teatral y editor musical.

## Biografía

### Inicios
Su verdadero nombre era Gus Simon, nació en Inowrocław, Polonia, en aquel momento parte del Imperio alemán. Edwards era hermano de Leo Edwards y tío de Joan Edwards.
Cuando tenía siete años de edad, su familia emigró a los Estados Unidos, asentándose en Williamsburg, en el barrio neoyorquino de Brooklyn. De día él trabajaba en un comercio familiar de tabaco, y por las tardes buscaba algún trabajo en el mundo del espectáculo. Consiguió ocuparse como cantante en varios albergues, salones de transbordadores, bares, actuando incluso en espectáculos deportivos. Parece ser que a principios de los años 1890 Edwards coincidió con John L. Sullivan, que entonces trabajaba en el vodevil, el cual quedó tan sorprendido por el joven que decidió contratarle para trabajar en su número.
Siendo muy joven, Edwards trabajó como promotor de canciones en el teatro Koster and Bial's, en el teatro de Tony Pastor, y en el Bowery Theatre. En esos tiempos de vodevil, los editores de canciones a menudo contrataban a un joven para que se sentara en el teatro e, inmediatamente después de que una estrella del vodevil interpretara una canción, se levantaba entre el público y cantaba una versión "extemporanea" del tema con el pretexto de haber quedado encantando por el mismo. De esa manera, el joven Edwards a menudo se sentaba en el segundo piso del teatro y repetía canciones de estrellas del vodevil como Maggie Cline, Lottie Gilson o Emma Carus.

### Carrera
En 1896, Edwards tenía 17 años y actuaba en el Gaiety Saloon, en Brooklyn, cuando James Hyde, un agente artístico de vodevil, le vio en escena. Concertó una gira con Edwards y otros cuatro muchachos bajo el nombre de The Newsboys Quintet. En 1898, mientras actuaba en el número del quinteto, Edwards escribió su primera canción, con letra de Tom Daly, "All I Want is My Black Baby Back". Edwards no escribía música en esa época, por lo que contrató a Charles Previn para que le escribiera las notas. May Irwin cantó el tema en su número, ayudando a popularizarlo.
Mientras entretenía a soldados Camp Black, durante la Guerra hispano-estadounidense, Edwards conoció al letrista Will D. Cobb, formando ambos "Words and Music", una sociedad que duró bastantes años. Él era cantante de vodevil, y más adelante tuvo una compañía propia, siendo el descubridor de Walter Winchell, Elsie Janis, George Jessel, Eddie Cantor, los Hermanos Marx, Lila Lee, Georgie Price, Eleanor Powell, Hildegarde, Ray Bolger, Sally Rand, Jack Pearl, las Lane Sisters, e Ina Ray Hutton. 
También escribió la música de temas y obras interpretados en el circuito de Broadway, en Nueva York, como "When We Were Forty-One", "Hip Hip Hooray", "The Merry-Go-Round", "School Days", "Ziegfeld Follies of 1910", "Sunbonnet Sue", y "Show Window". Fue fundador del Gus Edwards Music Hall de New York, y tuvo una compañía editora propia, produciendo también para el cine, aunque volviendo al vodevil entre 1930 y 1937. Se retiró en 1939. 
Entre sus principales colaboradores figuraban Edward Madden, Will D. Cobb, y Robert Bache Smith. Entre sus canciones más populares figuran "Meet Me Under the Wisteria", "By the Light of the Silvery Moon", "I Can't Tell You Why I Love You but I Do", "Goodbye, Little Girl, Goodbye", "I Just Can't Make My Eyes Behave", "I'll Be With You When the Roses Bloom Again", "He's My Pal", "Way Down Yonder in the Cornfield", "In Zanzibar", "If a Girl Like You Loved a Boy Like Me", "Jimmy Valentine", "If I Were a Millionaire", "Laddie Boy" e "In My Merry Oldsmobile".

#### Radio
En los años 1930, Edwards tuvo un programa radiofónico semanal, School Days of the Air, emitido en la KFWB de Los Ángeles, California.

### Cine
Bing Crosby interpretó a Edwards en una película sobre su vida rodada en 1939, The Star Maker, dirigida por Roy Del Ruth. Edwards hizo también algunas actuaciones para la pantalla, la más destacada de ellas en The Hollywood Revue of 1929, interpretando un número de vodevil. Así mismo, escribió la música de The Hollywood Revue of 1929, con excepción de "Singin' in the Rain". También interpretó el número "Lon Chaney, Sr.'s Gonna Get You If You Don't Watch Out".

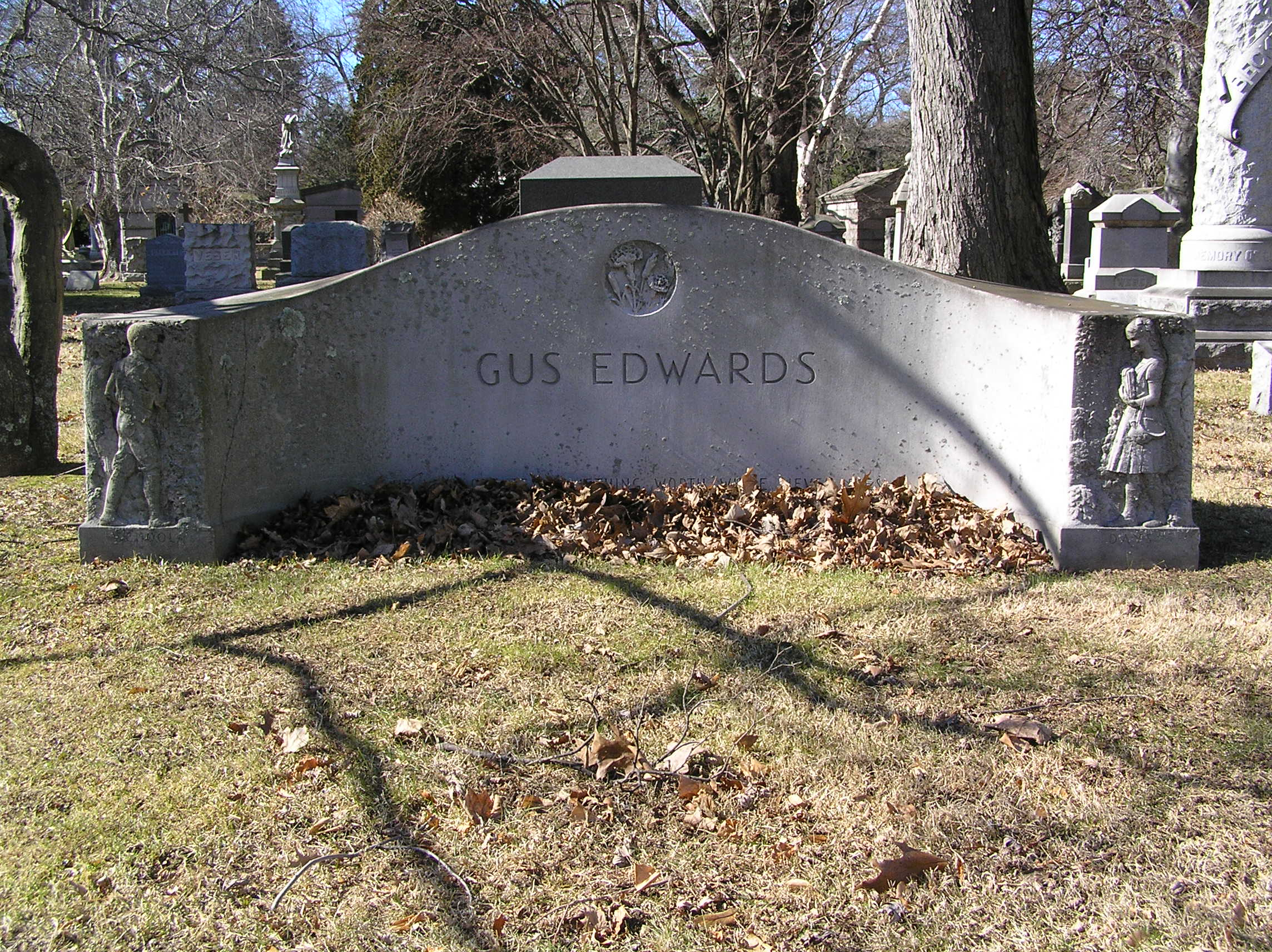
Tumba de Gus Edwards en el Cementerio Woodlawn

Edwards fue miembro fundador de la American Society of Composers, Authors and Publishers en 1914, y fue incluido en el Salón de la Fama de los Compositores en el año 1970.
Gus Edwards falleció en  Los Ángeles, California, en 1945, a causa de un cáncer. Fue enterrado en el en Cementerio Woodlawn, en el Bronx.

## Trabajos representados en Broadway
Nota: Todos los shows son musicales a no ser que se mencione lo contrario.
- Hodge, Podge & Co. (1900) - compositor
- The Wizard of Oz (1903), canciones junto a Will D. Cobb
  - "Rosalie"
  - "I Love Only One Girl in the Wide, Wide World"
  - "The Tale of a Cassowary"
  - "Johnnie I'll Take You"
  - "I'll Never Love Another Love Like I Love You"
- The Medal and the Maid (1904) - compositor de "In Zanzibar"
- When We Were Forty-one (1905) – compositor de doce números
- Breaking Into Society (1905) – compositor y letrista en cooperación
- His Honor the Mayor (1906) - compositor y letrista en cooperación
- The Blue Moon (1906) – compositor de "(Don't You Think It's) Time to Marry"
- A Parisian Model (1906) – cocompositor de "I (Just) Can't Make My Eyes Behave"
- Ziegfeld Follies of 1907 (1907) – compositor de "That's What the Rose Said to Me" y "On the Grand Old Sands"
- The Hired Girl's Millions (1907) – compositor de "Where the River Shannon Flows"
- Hip! Hip! Hooray! of 1907 (1907) - compositor
- The-Merry-Go-Round (1908) - compositor (exceptuando tres números)
- School Days (1908) - compositor, coletrista, productor
- Miss Innocence (1908) – compositor y letrista de "What Kind of a Wife to Choose (What Kind of a Wife Does a Man Like Best)"
- Ziegfeld Follies of 1909 (1909) - compositor de "My Cousin Caruso (from Miss Innocence)", Miss Innocence y "Up! Up! Up! in My Aeroplane"
- Ziegfeld Follies of 1910 (1910) - coletrista y compositor de "Look Me Over Carefully (and Tell Me Will I Do)", "Sweet Kitty Bellairs", "Kidland", "Our American Colleges", "In the Evening (In de Evenin')", "The Black Cat", "A Woman's Dream", "Mr. Earth and His Comet Love (The Comet and the Earth)" y "The Waltzing Lieutenant"
- Broadway Sho-Window (1936) - compositor, productor y director
- Tintypes (1980) – compositor, revista representada a título póstumo

## Actuaciones en el cine
- Climbing the Golden Stairs (1929)